# Пабло Ганет
Пабло Ганет Комітре (ісп. Pablo Ganet Cómitre, нар. 4 листопада 1994, Малага, Іспанія) — іспанський та екваторіально-гвінейський футболіст, півзахисник клубу «Реал Мурсія» та збірної Екваторіальної Гвінеї.

## Клубна кар'єра
Займався футболом у академіях клубів «Малага», «Фуенгірола-Лос-Болічес» і «Реал Бетіс».
У червні 2013 року Ганет приєднався до другої команди «Малаги», яка виступала в Терсері, де провів один рік. Після цього Пабло виступав за інші клуби з цього ж дивізіону, «Сан-Себастьян-де-лос-Реєс», «Арройо Полідепортіво» та «Альхесірас».
В січні 2018 року Ганет перейшов у марокканський «Іттіхад Танжер», ставши з командою чемпіоном країни, але вже у середині року повернувся до Іспанії, де знову грав у Терсері за клуби «Сан-Роке-де-Лепе» та «Альхесірас», і з другим за підсумками сезону 2019/20 вийшов до Сегунди B, третього дивізіону країни.
У серпні 2020 року Ганет відправився до Азії, де спочатку грав у клубі кувейтської Прем'єр-ліги «Казма», а пізніше в Омані за клуб «Сахам».
У липні 2021 року він повернувся до Іспанії, ставши гравцем клубу «Реал Мурсія» з новоствореної Сегунди КІФФ.

## Виступи у збірній
Хоча Ганет і народився в Іспанії, через свого батька, який родом з Малабо, Екваторіальна Гвінея, він мав право представляти і цю африканську державу.
Після оголошення про перенесення Кубка африканських націй 2015 року з Марокко до Екваторіальної Гвінеї, завдяки чому команда отримала право на участь у турнірі, хоча і не пройшла кваліфікацію, Ганет був вперше викликаний до збірної Екваторіальної Гвінеї і 7 січня 2015 року дебютував у ній в товариській зустрічі з Кабо-Верде (1:1). На самому турнірі захисник взяв участь лише у матчі першого туру групового етапу проти збірної Конго (1:1), а збірна стала півфіналістом Кубка.
Згодом з командою був учасником Кубка африканських націй 2021 року у Камеруні, де 20 січня 2022 року він допоміг своїй збірній перемогти Сьєрра-Леоне, забивши єдиний гол у матчі, завдяки чому його команда вийшла з групи з другого місця.

## Титули і досягнення
- Чемпіон Марокко (1):

«Іттіхад Танжер»: 2017/18